# Station Trąbki
Station Trąbki is een spoorwegstation in de Poolse plaats Trąbki.